# Cimitirul vechi din Bonn
Cimitirul vechi din Bonn a luat ființă în anul 1715. A fost un cimitir care se afla pe atunci la marginea localității, azi situându-se în centrul orașului Bonn. Este un monument istoric care întregește istoria orașului din secolul al XVII-lea. Construcțiile din cimitir oglindesc perioadele fiecărei epoci care s-au perindat de-a lungul timpului începând cu stilul baroc. În cimitir sunt înmormântate personalități din istoria Germaniei, fiind unul dintre cele mai renumite cimitire din Germania.

## Personalități marcante
Printre personalitățile marcante îngropate aici se pot aminti:
Muzicieini ca
Alma von Wasilewski si Ella von Schultz-Adajewsky, Maria Magdalena van Beethoven, Franz Anton Ries, Clara Schumann, Robert Schumann, Wilhelm Westmeyer.
Profesori universitari
Ernst Moritz Arndt und August Wilhelm Schlegel. Rectorul. Clemens-August Freiherr Droste zu Hülshoff, sau Friedrich Christoph Dahlmann, Karl Friedrich Mohr, Christian Friedrich Nasse, Georg Niebuhr, Johann Jacob Nöggerath, Julius Plücker, Hermann Schaaffhausen si Karl Joseph Simroc.
Artiști și colecționari artă
Sulpiz si Melchior Boisserée, soția lui Friedrich Schiller, Charlotte von Schiller, și fiul lor, Ernst von Schiller.
Amanta lui Richard Wagner, Mathilde Wesendonck, cu sotul ei Otto Wesendonck.
Scriitorul Balduin Möllhausen (1825–1905), precum și alți cetățeni de onoare din Bonn.